# Декстер (Кентуккі)
Декстер (англ. Dexter) — переписна місцевість (CDP) в США, в окрузі Калловей штату Кентуккі. Населення — 257 осіб (2020).

## Географія
Декстер розташований за координатами 36°44′22″ пн. ш. 88°17′46″ зх. д. / 36.73944° пн. ш. 88.29611° зх. д. (36.739400, -88.295999).  За даними Бюро перепису населення США в 2010 році переписна місцевість мала площу 1,43 км², з яких 1,42 км² — суходіл та 0,00 км² — водойми.

## Демографія
Згідно з переписом 2010 року, у переписній місцевості мешкало 277 осіб у 107 домогосподарствах у складі 77 родин. Густота населення становила 194 особи/км².  Було 127 помешкань (89/км²).
Расовий склад населення:
| - 97,8 % — білих - 0,7 % — чорних або афроамериканців |

До двох чи більше рас належало 1,4 %. Частка іспаномовних становила 0,7 % від усіх жителів.
За віковим діапазоном населення розподілялося таким чином: 25,6 % — особи молодші 18 років, 59,2 % — особи у віці 18—64 років, 15,2 % — особи у віці 65 років та старші. Медіана віку мешканця становила 40,1 року. На 100 осіб жіночої статі у переписній місцевості припадало 96,5 чоловіків;  на 100 жінок у віці від 18 років та старших — 89,0 чоловіків також старших 18 років.
Середній дохід на одне домашнє господарство  становив 56 603 долари США (медіана — 70 303), а середній дохід на одну сім'ю — 62 831 долар (медіана — 70 871). За межею бідності перебувало 11,5 % осіб, у тому числі 0,0 % дітей у віці до 18 років та 0,0 % осіб у віці 65 років та старших.
Цивільне працевлаштоване населення становило 214 особи. Основні галузі зайнятості: мистецтво, розваги та відпочинок — 30,4 %, освіта, охорона здоров'я та соціальна допомога — 19,6 %, будівництво — 19,2 %.